# 许氏中医宅
许氏中医宅，位于江苏省淮安市淮安区河下街道河下社区估衣街西段154号。
2006年，许氏中医宅公布为第三批淮安市文物保护单位。